# Open Sud de France 2022 - Qualificazioni singolare
Le qualificazioni del singolare del Open Sud de France 2022 sono state un torneo di tennis preliminare per accedere alla fase finale. I vincitori dell'ultimo turno sono entrati di diritto nel tabellone principale. In caso di ritiro di uno o più giocatori aventi diritto a questi sono subentrati gli alternate, coloro che vengono ammessi al tabellone principale a causa dell'assenza di un lucky loser che possa sostituire il giocatore ritirato. 

## Teste di serie
1. Henri Laaksonen (primo turno)
2. Feliciano López (primo turno)
3. Pierre-Hugues Herbert (qualificato)
4. Gilles Simon (qualificato)

1. Jiří Lehečka (primo turno)
2. Roman Safiullin (ultimo turno)
3. Mats Moraing (ritirato)
4. Damir Džumhur (qualificato)

## Qualificati
1. Kacper Żuk
2. Damir Džumhur

1. Pierre-Hugues Herbert
2. Gilles Simon

## Tabellone

### Legenda
| - Q = Qualificato - WC = Wild card - LL = Lucky loser | - ALT = Alternate - SE = Special Exempt - PR = Protected Ranking | - w/o = Walkover - r = Ritirato - d = Squalificato |

### Sezione 1
|  | Primo turno | Primo turno     | Primo turno     | Primo turno | Primo turno |  |  | Ultimo turno | Ultimo turno    | Ultimo turno | Ultimo turno | Ultimo turno |  |
|  |             |                 |                 |             |             |  |  |              |                 |              |              |              |  |
|  | 1           | Henri Laaksonen | 2               | 6           | 3           |  |  |              |                 |              |              |              |  |
|  |             | Kacper Żuk      | 6               | 1           | 6           |  |  |              | Kacper Żuk      | 6            | 64           | 7            |  |
|  | WC          | Luca Van Assche | Luca Van Assche | 1           | 1           |  |  | 6            | Roman Safiullin | 4            | 7            | 5            |  |
|  | 6           | Roman Safiullin | Roman Safiullin | 6           | 6           |  |  |              |                 |              |              |              |  |

### Sezione 2
|  | Primo turno | Primo turno     | Primo turno     | Primo turno | Primo turno |  |  | Ultimo turno | Ultimo turno   | Ultimo turno   | Ultimo turno | Ultimo turno |  |
|  |             |                 |                 |             |             |  |  |              |                |                |              |              |  |
|  | 2           | Feliciano López | Feliciano López | 1           | 4           |  |  |              |                |                |              |              |  |
|  | Alt         | Ernests Gulbis  | Ernests Gulbis  | 6           | 6           |  |  | Alt          | Ernests Gulbis | Ernests Gulbis | 64           | 2            |  |
|  |             | Zizou Bergs     | Zizou Bergs     | 5           | 2           |  |  | 8            | Damir Džumhur  | Damir Džumhur  | 7            | 6            |  |
|  | 8           | Damir Džumhur   | Damir Džumhur   | 7           | 6           |  |  |              |                |                |              |              |  |

### Sezione 3
|  | Primo turno | Primo turno               | Primo turno      | Primo turno | Primo turno |  |  | Ultimo turno | Ultimo turno          | Ultimo turno          | Ultimo turno | Ultimo turno |  |
|  |             |                           |                  |             |             |  |  |              |                       |                       |              |              |  |
|  | 3           | Pierre-Hugues Herbert     | 4                | 6           | 6           |  |  |              |                       |                       |              |              |  |
|  | WC          | Sascha Gueymard Wayenburg | 6                | 3           | 2           |  |  | 3            | Pierre-Hugues Herbert | Pierre-Hugues Herbert | 7            | 7            |  |
|  |             | Michail Kukuškin          | Michail Kukuškin | 6           | 6           |  |  |              | Michail Kukuškin      | Michail Kukuškin      | 63           | 5            |  |
|  | 5           | Jiří Lehečka              | Jiří Lehečka     | 2           | 3           |  |  |              |                       |                       |              |              |  |

### Sezione 4
|  | Primo turno | Primo turno        | Primo turno        | Primo turno | Primo turno |  |  | Ultimo turno | Ultimo turno  | Ultimo turno  | Ultimo turno | Ultimo turno |  |
|  |             |                    |                    |             |             |  |  |              |               |               |              |              |  |
|  | 4           | Gilles Simon       | Gilles Simon       | 7           | 7           |  |  |              |               |               |              |              |  |
|  |             | Marc-Andrea Hüsler | Marc-Andrea Hüsler | 67          | 67          |  |  | 4            | Gilles Simon  | Gilles Simon  | 6            | 7            |  |
|  | Alt         | Lukáš Lacko        | Lukáš Lacko        | 6           | 2           |  |  | Alt          | Antoine Hoang | Antoine Hoang | 4            | 5            |  |
|  | Alt         | Antoine Hoang      | Antoine Hoang      | 7           | 6           |  |  |              |               |               |              |              |  |